# József Kiss

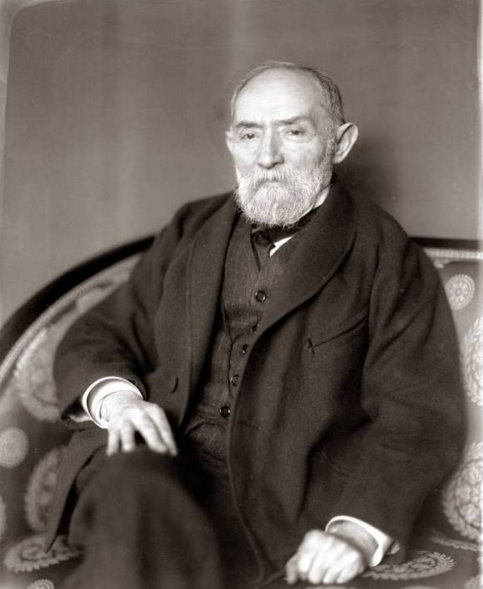
József Kiss (1910)

József Kiss (Mezőcsát, 30 de noviembre de 1843 - Budapest, 31 de diciembre de 1921) fue un poeta judío húngaro.

## Trayectoria
József Kiss fue el primer poeta en intentar conjuntar su origen judío con el modo de vida húngaro. Como poeta, Kiss tiene hoy una significación meramente histórica, por sus intentos de adoptar principalmente las técnicas de Sándor Petőfi, y en especial de János Arany, cuyas baladas imitó con entusiasmo y cierto talento. En los años 1890 su escasa aceptación entre la opinión pública húngara le hizo darse cuenta de las dificultades de la asimilación, como opuesta al modo de vida tradicional judío, lo que se manifiesta en su poesía posterior.
Sin embargo, la verdadera importancia de József Kiss se encuentra en su labor como editor. En 1889, tras perder su empleo, fundó la revista literaria La Semana (1890-1924), un colorido repositorio de escritos diversos, de diversas tendencias literarias. Tras unos principios difíciles, finalmente La Semana se situó como la principal revista literaria de Hungría, con Mór Jókai y Kálmán Mikszáth entre sus primeros colaboradores. La revista se beneficiaba también de su ausencia de ningún sesgo político, lo que permitía que publicasen en ella autores socialistas y conservadores.